# David di Donatello (premio)
Il David di Donatello è un riconoscimento cinematografico italiano, uno dei premi più prestigiosi a livello nazionale. È considerato l'equivalente italiano del Premio Oscar.

## Organizzazione

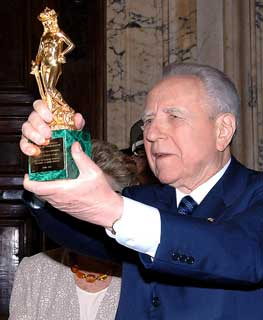
Il presidente della Repubblica Italiana Carlo Azeglio Ciampi con il David di Donatello speciale consegnatogli nel 2005.

È assegnato dall'Accademia del Cinema Italiano in diverse categorie.  Prende il nome dalla celebre scultura omonima. Durante la cerimonia di premiazione, ai vincitori viene consegnata una riproduzione in miniatura della statua.

## Storia di David
La storia del David di Donatello iniziò verso la metà degli anni cinquanta, con la fondazione dell'Open Gate Club di Roma. Inizialmente come simbolo venne scelta una porta che si apriva, ad indicare la fine dei tempi bui di guerra e il ritorno ad una rinnovata apertura agli scambi culturali internazionali.
In un periodo che vedeva fiorire il cinema, nel 1953 vede la luce, all'interno del club romano, il Comitato per l'Arte e la Cultura costituito presso l'Open Gate, al quale si aggiunse un anno dopo, nel 1954, il Circolo Internazionale del Cinema, che cambiò nome, nel 1955, in Club Internazionale del Cinema. Sotto la guida di Italo Gemini (1901-1984), esercente cinematografico e presidente dell'AGIS, i due circoli cinefili, presieduti rispettivamente da Gino Sotis (1902-1960) e da Lidio Bozzini (1922-2006), diedero vita ai David di Donatello, destinati a premiare le migliori produzioni cinematografiche italiane e straniere, secondo criteri simili a quelli dell'Academy of Motion Picture Arts and Sciences statunitense.
La prima cerimonia di premiazione ebbe luogo l'anno seguente, il 1956, al cinema Fiamma di Roma. Dalla seconda edizione le premiazioni si svolsero al teatro greco-romano di Taormina collegata alla Rassegna Cinematografica Internazionale di Messina con alcune eccezioni: a Roma alle Terme di Caracalla (1971), a Firenze al Piazzale Michelangelo (1978), a Roma al Teatro dell'Opera (1979). Nel 1981 la premiazione si è svolta in due tempi e in due sedi diverse: a Roma al Teatro dell'Opera e a Firenze a Palazzo Vecchio (limitatamente al David europeo e al David "Luchino Visconti"). Dal 1982 la cerimonia si svolge a Roma.
Nel 2006, per festeggiare i 50 anni del premio furono assegnati 8 premi speciali, i David del Cinquantenario, i quali andarono ai più prestigiosi rappresentanti delle principali categorie della storia del cinema italiano del periodo: per i costumisti a Piero Tosi, per i direttori della fotografia a Giuseppe Rotunno, per i musicisti a Ennio Morricone, per i produttori a Dino De Laurentiis, per i registi a Francesco Rosi, per gli sceneggiatori a Suso Cecchi D'Amico, per gli scenografi a Mario Garbuglia e per gli attori a Gina Lollobrigida, che vinse il David per la migliore attrice nella prima edizione del premio per l'interpretazione in La donna più bella del mondo di Robert Z. Leonard.
Il 18 luglio 2007 l'Ente David di Donatello è diventato, per analogia con le altre importanti Accademie cinematografiche, l'Accademia del Cinema Italiano con delibera del consiglio direttivo. Il 25 novembre 2009 Gian Luigi Rondi Nasalli viene nominato presidente a vita. Rondi muore nella sua abitazione a Roma il 22 settembre 2016. A succedergli nella carica è il regista Giuliano Montaldo che ricopre la carica ad interim in qualità di vicepresidente in carica da più tempo.
Il 14 dicembre 2017 Piera Detassis è nominata presidente e direttrice artistica dell’Accademia, entrando in carica il 1º gennaio 2018. Al 2017, il film che ha vinto il maggior numero di David è La ragazza del lago di Andrea Molaioli, con 10 premi. Nel 2019 viene creata una nuova categoria, il David dello spettatore, che premia il film che ha totalizzato il maggior numero di presenze di spettatori (e non il maggior incasso) calcolato entro la fine di febbraio.
La cerimonia di premiazione della 65ª edizione dei David di Donatello, inizialmente fissata per il 3 aprile 2020, si è svolta l'8 maggio a Roma a seguito delle disposizioni di emergenza legate alla diffusione della pandemia di COVID-19. Trasmessa in diretta in prima serata su Rai 1, è stata condotta da Carlo Conti mentre i candidati erano collegati in video e hanno risposto alle domande presentate dallo studio.

## Presidenti
- Italo Gemini (1955-1970)
- Eitel Monaco (1971-1977)
- Paolo Grassi (1978-1980)
- Gian Luigi Rondi (1981-2016)
- Giuliano Montaldo (2016-2017) (ad interim)
- Piera Detassis (2018-in carica)

## Premio
Il trofeo è la miniatura del David di Donatello. La base, di forma cubica, è di malachite con la registrazione di una targa d'oro della categoria del premio, anno e vincitore.
Il David di Donatello 1956 di Bulgari, assegnato a Gina Lollobrigida per La donna più bella del mondo, è stato venduto all'asta da Sotheby nel 2013. 

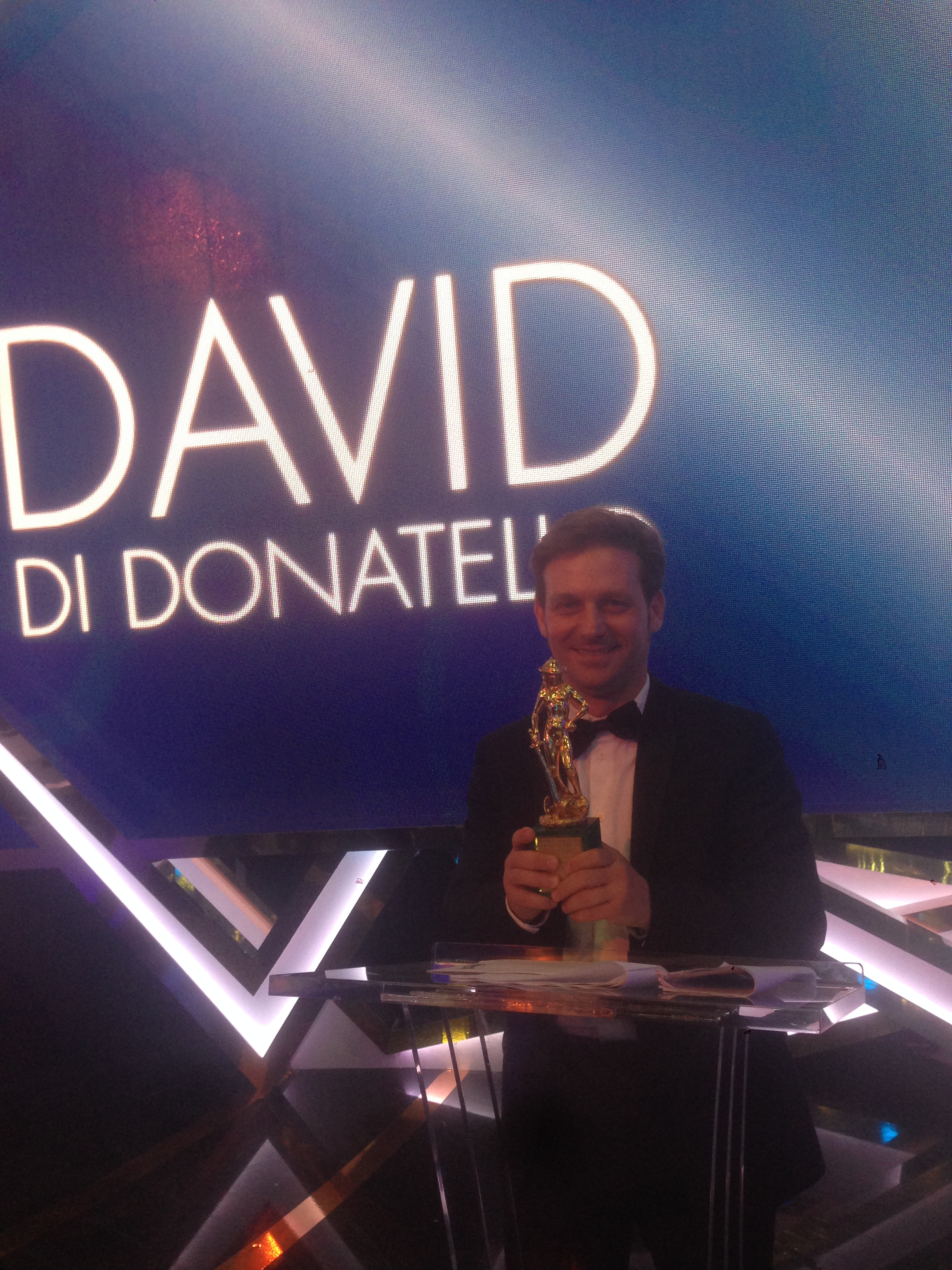
Alessandro Nelson Garofalo durante la vittoria del David di Donatello per la migliore canzone originale 2014

## Categorie

### Premi attuali
- Miglior film (dal 1970) tranne che nell'edizione del 1980
- Miglior regista (dal 1956)
- Miglior regista esordiente (dal 1982)
- Migliore sceneggiatura originale (dal 2017)
- Migliore sceneggiatura non originale (dal 2017)
- Miglior produttore (dal 1956) tranne che nelle edizioni dal 1970 al 1977 e del 1979
- Miglior attore protagonista (dal 1956) tranne che nelle edizioni dal 1957 al 1959
- Migliore attrice protagonista (dal 1956) tranne che nell'edizione del 1957, 1960 e 1962
- Miglior attore non protagonista (dal 1981)
- Migliore attrice non protagonista (dal 1981)
- Migliore autore della fotografia (dal 2015)
- Miglior musicista (dal 1975) tranne che nell'edizione del 1979 e 1980
- Migliore canzone originale (nel 1987, 1989, 1990 e dal 2005)
- Miglior scenografo (dal 1981)
- Miglior costumista (dal 1981)
- Miglior trucco (dal 2022)
- Migliore acconciatura (dal 2022)
- Miglior montatore (dal 1981)
- Miglior suono (dal 2017)
- Migliori effetti speciali visivi (dal 2004)
- Miglior documentario di lungometraggio (dal 2004)
- Miglior cortometraggio (dal 1997)
- David Giovani (dal 2004)
- Miglior film straniero (dal 1959) tranne che nell'edizione del 1960, 1961, 1965, 1971 e 1981
- David speciale (o alla carriera)
- Miglior casting (dal 2025)
- David dello spettatore (dal 2019)
- David Rivelazioni Italiane (dal 2022)

### Premi non più assegnati
- Miglior acconciatore (dal 2008 al 2021, confluito in Migliore acconciatura)
- Miglior truccatore (dal 2008 al 2021, confluito in Miglior trucco)
- Miglior film dell'Unione europea (dal 2004 al 2018, confluito in Miglior film straniero)
- Miglior fonico di presa diretta (dal 1988 al 2016, confluito in Miglior suono)
- Migliore sceneggiatura (dal 1975 al 2016, sdoppiato in Migliore sceneggiatura originale e Migliore sceneggiatura adattata)
- Miglior direttore della fotografia (dal 1981 al 2014, rinominato Migliore autore della fotografia)
- Miglior regista straniero (dal 1966 al 1990)
- Miglior produttore straniero (dal 1956 al 1990) tranne che nelle edizioni del 1959, 1960, 1962, 1963, 1964 e dal 1972 al 1980
- Migliore attore straniero (dal 1957 al 1996)
- Migliore attrice straniera (dal 1957 al 1996)
- Migliore sceneggiatura straniera (dal 1979 al 1990)
- Migliore colonna musicale straniera (dal 1979 al 1980)
- Miglior attore esordiente (dal 1982 al 1983)
- Migliore attrice esordiente (dal 1982 al 1983)
- Targa d'oro (dal 1956 al 2001) tranne che nelle edizioni del 1961, 1962, dal 1975 al 1983 e dal 1985 al 1989
- David Europeo (dal 1973 al 1983)
- David Franco Cristaldi (dal 1992 al 1993)
- David Luchino Visconti (dal 1976 al 1995)
- David René Clair (dal 1982 al 1987)
- David scuola (dal 1997 al 2003, rinominato David giovani)
- Premio Alitalia (dal 1984 al 1991)
- Medaglia d'oro del comune di Roma
- Medaglia d'oro del Ministero del turismo e dello spettacolo

## Edizioni
| Edizione | Conduzione          | Conduzione           | Conduzione           | Data              | Location                                        | Location                                   | Rete                | Rete                | Rete                | Rete                     |
| -------- | ------------------- | -------------------- | -------------------- | ----------------- | ----------------------------------------------- | ------------------------------------------ | ------------------- | ------------------- | ------------------- | ------------------------ |
| 1ª       | Non presente        | Non presente         | Non presente         | 5 luglio 1956     | Cinema Fiamma, Roma                             | Cinema Fiamma, Roma                        | Non in onda         | Non in onda         | Non in onda         | Non in onda              |
| 2ª       | Non presente        | Non presente         | Non presente         | 3 agosto 1957     | Teatro Antico, Taormina                         | Teatro Antico, Taormina                    | Non in onda         | Non in onda         | Non in onda         | Non in onda              |
| 3ª       | Non presente        | Non presente         | Non presente         | 29 luglio 1958    | Teatro Antico, Taormina                         | Teatro Antico, Taormina                    | Non in onda         | Non in onda         | Non in onda         | Non in onda              |
| 4ª       | Non presente        | Non presente         | Non presente         | 26 luglio 1959    | Teatro Antico, Taormina                         | Teatro Antico, Taormina                    | Non in onda         | Non in onda         | Non in onda         | Non in onda              |
| 5ª       | Non presente        | Non presente         | Non presente         | 31 luglio 1960    | Teatro Antico, Taormina                         | Teatro Antico, Taormina                    | Non in onda         | Non in onda         | Non in onda         | Non in onda              |
| 6ª       | Non presente        | Non presente         | Non presente         | 30 luglio 1961    | Teatro Antico, Taormina                         | Teatro Antico, Taormina                    | Non in onda         | Non in onda         | Non in onda         | Non in onda              |
| 7ª       | Renato Rascel       | Renato Rascel        | Renato Rascel        | 29 luglio 1962    | Teatro Antico, Taormina                         | Teatro Antico, Taormina                    | Non in onda         | Non in onda         | Non in onda         | Non in onda              |
| 8ª       | Non presente        | Non presente         | Non presente         | 28 luglio 1963    | Teatro Antico, Taormina                         | Teatro Antico, Taormina                    | Programma Nazionale | Programma Nazionale | Programma Nazionale | Programma Nazionale      |
| 9ª       | Lello Bersani       | Anna Maria Gambineri | Anna Maria Gambineri | 26 luglio 1964    | Teatro Antico, Taormina                         | Teatro Antico, Taormina                    | Programma Nazionale | Programma Nazionale | Programma Nazionale | Programma Nazionale      |
| 10ª      | Non presente        | Non presente         | Non presente         | 31 luglio 1965    | Teatro Antico, Taormina                         | Teatro Antico, Taormina                    | Programma Nazionale | Programma Nazionale | Programma Nazionale | Programma Nazionale      |
| 11ª      | Non presente        | Non presente         | Non presente         | 6 agosto 1966     | Teatro Antico, Taormina                         | Teatro Antico, Taormina                    | Programma Nazionale | Programma Nazionale | Programma Nazionale | Programma Nazionale      |
| 12ª      | Non presente        | Non presente         | Non presente         | 29 luglio 1967    | Teatro Antico, Taormina                         | Teatro Antico, Taormina                    | Programma Nazionale | Programma Nazionale | Programma Nazionale | Programma Nazionale      |
| 13ª      | Non presente        | Non presente         | Non presente         | 3 agosto 1968     | Teatro Antico, Taormina                         | Teatro Antico, Taormina                    | Secondo Programma   | Secondo Programma   | Secondo Programma   | Secondo Programma        |
| 14ª      | Non presente        | Non presente         | Non presente         | 2 agosto 1969     | Teatro Antico, Taormina                         | Teatro Antico, Taormina                    | Programma Nazionale | Programma Nazionale | Programma Nazionale | Programma Nazionale      |
| 15ª      | Non presente        | Non presente         | Non presente         | 1º agosto 1970    | Teatro Antico, Taormina                         | Teatro Antico, Taormina                    | Non in onda         | Non in onda         | Non in onda         | Non in onda              |
| 16ª      | Non presente        | Non presente         | Non presente         | 29 giugno 1971    | Terme di Caracalla, Roma                        | Terme di Caracalla, Roma                   | Programma Nazionale | Programma Nazionale | Programma Nazionale | Programma Nazionale      |
| 17ª      | Non presente        | Non presente         | Non presente         | 22 luglio 1972    | Teatro Antico, Taormina                         | Teatro Antico, Taormina                    | Programma Nazionale | Programma Nazionale | Programma Nazionale | Programma Nazionale      |
| 18ª      | Non presente        | Non presente         | Non presente         | 21 luglio 1973    | Teatro Antico, Taormina                         | Teatro Antico, Taormina                    | Non in onda         | Non in onda         | Non in onda         | Non in onda              |
| 19ª      | Non presente        | Non presente         | Non presente         | 20 luglio 1974    | Teatro Antico, Taormina                         | Teatro Antico, Taormina                    | Secondo Programma   | Secondo Programma   | Secondo Programma   | Secondo Programma        |
| 20ª      | Non presente        | Non presente         | Non presente         | 19 luglio 1975    | Teatro Antico, Taormina                         | Teatro Antico, Taormina                    | Secondo Programma   | Secondo Programma   | Secondo Programma   | Secondo Programma        |
| 21       | Non presente        | Non presente         | Non presente         | 24 luglio 1976    | Teatro Antico, Taormina                         | Teatro Antico, Taormina                    | Rete 1              | Rete 1              | Rete 1              | Rete 1                   |
| 22ª      | Non presente        | Non presente         | Non presente         | 23 luglio 1977    | Teatro Antico, Taormina                         | Teatro Antico, Taormina                    | Rete 1              | Rete 1              | Rete 1              | Rete 1                   |
| 23ª      | Non presente        | Non presente         | Non presente         | 1º luglio 1978    | Piazzale Michelangelo, Firenze                  | Piazzale Michelangelo, Firenze             | Non in onda         | Non in onda         | Non in onda         | Non in onda              |
| 24ª      | Paolo Grassi        | Giulietta Masina     | Claudio G. Fava      | 20 ottobre 1979   | Teatro dell'Opera, Roma                         | Teatro dell'Opera, Roma                    | Rete 1              | Rete 1              | Rete 1              | Rete 1                   |
| 25ª      | Non presente        | Non presente         | Non presente         | 26 luglio 1980    | Teatro Antico, Taormina                         | Teatro Antico, Taormina                    | Rete 2              | Rete 2              | Rete 2              | Rete 2                   |
| 26ª      | Non presente        | Non presente         | Non presente         | 26 settembre 1981 | Teatro dell'Opera, Roma                         | Teatro dell'Opera, Roma                    | Rete 2              | Rete 2              | Rete 2              | Rete 2                   |
| 27ª      | Non presente        | Non presente         | Non presente         | 19 giugno 1982    | Teatro Argentina, Roma                          | Teatro Argentina, Roma                     | Non in onda         | Non in onda         | Non in onda         | Non in onda              |
| 28ª      | Non presente        | Non presente         | Non presente         | 2 luglio 1983     | Circo Massimo, Roma                             | Circo Massimo, Roma                        | Rete 2              | Rete 2              | Rete 2              | Rete 2                   |
| 29ª      | Lello Bersani       | Lello Bersani        | Lello Bersani        | 16 giugno 1984    | Teatro dell'Opera, Roma                         | Teatro dell'Opera, Roma                    | Rai Uno             | Rai Uno             | Rai Uno             | Rai Uno                  |
| 30ª      | Non presente        | Non presente         | Non presente         | 24 maggio 1985    | Campidoglio, Roma                               | Campidoglio, Roma                          | Non in onda         | Non in onda         | Non in onda         | Non in onda              |
| 31ª      | Rosanna Vaudetti    | Rosanna Vaudetti     | Rosanna Vaudetti     | 20 giugno 1986    | Campidoglio, Roma                               | Campidoglio, Roma                          | Rai Uno             | Rai Uno             | Rai Uno             | Rai Uno                  |
| 32ª      | Non presente        | Non presente         | Non presente         | 29 aprile 1987    | Campidoglio, Roma                               | Campidoglio, Roma                          | Non in onda         | Non in onda         | Non in onda         | Non in onda              |
| 33ª      | Rosanna Vaudetti    | Virna Lisi           | Monica Vitti         | 3 giugno 1988     | Villa Madama, Roma                              | Villa Madama, Roma                         | Rai Uno             | Rai Uno             | Rai Uno             | Rai Uno                  |
| 34ª      | Gabriella Carlucci  | Enrico Montesano     | Enrico Montesano     | 3 giugno 1989     | Teatro delle Vittorie, Roma                     | Teatro delle Vittorie, Roma                | Rai Uno             | Rai Uno             | Rai Uno             | Rai Uno                  |
| 35ª      | Gabriella Carlucci  | Gabriella Carlucci   | Gabriella Carlucci   | 2 giugno 1990     | Teatro delle Vittorie, Roma                     | Teatro delle Vittorie, Roma                | Rai Uno             | Rai Uno             | Rai Uno             | Rai Uno                  |
| 36ª      | Simona Marchini     | Paolo Villaggio      | Paolo Villaggio      | 2 giugno 1991     | Teatro 5 di Cinecittà, Roma                     | Teatro 5 di Cinecittà, Roma                | Rai Uno             | Rai Uno             | Rai Uno             | Rai Uno                  |
| 37ª      | Rosanna Vaudetti    | Suso Cecchi D'Amico  | Suso Cecchi D'Amico  | 6 giugno 1992     | Campidoglio, Roma                               | Campidoglio, Roma                          | Rai Uno             | Rai Uno             | Rai Uno             | Rai Uno                  |
| 38ª      | Rosanna Vaudetti    | Massimo Wertmüller   | Elena Sofia Ricci    | 2 giugno 1993     | Campidoglio, Roma                               | Campidoglio, Roma                          | Rai Uno             | Rai Uno             | Rai Uno             | Rai Uno                  |
| 39ª      | Rosanna Vaudetti    | Andrea Occhipinti    | Antonella Ponziani   | 18 giugno 1994    | Campidoglio, Roma                               | Campidoglio, Roma                          | Rai Uno             | Rai Uno             | Rai Uno             | Rai Uno                  |
| 40ª      | Vincenzo Mollica    | Vincenzo Mollica     | Vincenzo Mollica     | 3 giugno 1995     | Campidoglio, Roma                               | Campidoglio, Roma                          | Rai Uno             | Rai Uno             | Rai Uno             | Rai Uno                  |
| 41ª      | Amanda Sandrelli    | Massimiliano Pani    | Massimiliano Pani    | 8 giugno 1996     | Teatro Eliseo, Roma                             | Teatro Eliseo, Roma                        | TELE+1              | TELE+1              | TELE+1              | TELE+1                   |
| 42ª      | Milly Carlucci      | Milly Carlucci       | Milly Carlucci       | 20 aprile 1997    | Teatro delle Vittorie, Roma                     | Teatro delle Vittorie, Roma                | Rai Uno             | Rai Uno             | Rai Uno             | Rai Uno                  |
| 43ª      | Milly Carlucci      | Milly Carlucci       | Milly Carlucci       | 5 luglio 1998     | Teatro delle Vittorie, Roma                     | Teatro delle Vittorie, Roma                | Rai Uno             | Rai Uno             | Rai Uno             | Rai Uno                  |
| 44ª      | Carlo Conti         | Carlo Conti          | Carlo Conti          | 16 giugno 1999    | Cinecittà, Roma                                 | Cinecittà, Roma                            | Rai Uno             | Rai Uno             | Rai Uno             | Rai Uno                  |
| 45ª      | Carlo Conti         | Carlo Conti          | Carlo Conti          | 19 aprile 2000    | Cinecittà, Roma                                 | Cinecittà, Roma                            | Rai Uno             | Rai Uno             | Rai Uno             | Rai Uno                  |
| 46ª      | Piero Chiambretti   | Piero Chiambretti    | Piero Chiambretti    | 10 aprile 2001    | Auditorium Rai del Foro Italico, Roma           | Auditorium Rai del Foro Italico, Roma      | Rai Due             | Rai Due             | Rai Due             | Rai Due                  |
| 47ª      | Milly Carlucci      | Sergio Castellitto   | Sergio Castellitto   | 10 aprile 2002    | Cinecittà, Roma                                 | Cinecittà, Roma                            | Rai Uno             | Rai Uno             | Rai Uno             | Rai Uno                  |
| 48ª      | Lorella Cuccarini   | Massimo Ghini        | Massimo Ghini        | 9 aprile 2003     | Auditorium Parco della Musica, Roma             | Auditorium Parco della Musica, Roma        | Rai Due             | Rai Due             | Rai Due             | Rai Due                  |
| 49ª      | Serena Autieri      | Pippo Baudo          | Pippo Baudo          | 14 aprile 2004    | Auditorium Parco della Musica, Roma             | Auditorium Parco della Musica, Roma        | Rai Uno             | Rai Uno             | Rai Uno             | Rai Uno                  |
| 50ª      | Luisa Corna         | Mike Bongiorno       | Mike Bongiorno       | 29 aprile 2005    | Auditorium Conciliazione, Roma                  | Auditorium Conciliazione, Roma             | Rai Uno             | Rai Uno             | Rai Uno             | Rai Uno                  |
| 51ª      | Veronica Pivetti    | Fabio Volo           | Fabio Volo           | 21 aprile 2006    | Auditorium Conciliazione, Roma                  | Auditorium Conciliazione, Roma             | RaiSat Cinema World | RaiSat Cinema World | RaiSat Cinema World | RaiSat Cinema World      |
| 52ª      | Tullio Solenghi     | Tullio Solenghi      | Tullio Solenghi      | 14 giugno 2007    | GranTeatro, Roma                                | GranTeatro, Roma                           | Rai Due             | Rai Due             | Rai Due             | Rai Due                  |
| 53ª      | Tullio Solenghi     | Tullio Solenghi      | Tullio Solenghi      | 18 aprile 2008    | Auditorium di Santa Cecilia, Roma               | Auditorium di Santa Cecilia, Roma          | Rai Due             | Rai Due             | Rai Due             | Rai Due                  |
| 54ª      | Paolo Conticini     | Paolo Conticini      | Paolo Conticini      | 8 maggio 2009     | Auditorium di Santa Cecilia, Roma               | Auditorium di Santa Cecilia, Roma          | Rai Uno             | Rai Uno             | RaiSat Cinema       | RaiSat Cinema            |
| 55ª      | Tullio Solenghi     | Tullio Solenghi      | Tullio Solenghi      | 7 maggio 2010     | Auditorium Conciliazione, Roma                  | Auditorium Conciliazione, Roma             | Rai Uno             | Rai Uno             | RaiSat Cinema       | RaiSat Cinema            |
| 56ª      | Tullio Solenghi     | Tullio Solenghi      | Tullio Solenghi      | 6 maggio 2011     | Auditorium Conciliazione, Roma                  | Auditorium Conciliazione, Roma             | Rai 1               | Rai 1               | Rai Movie           | Rai Movie                |
| 57ª      | Tullio Solenghi     | Tullio Solenghi      | Tullio Solenghi      | 4 maggio 2012     | Auditorium Conciliazione, Roma                  | Auditorium Conciliazione, Roma             | Rai 1               | Rai 1               | Rai Movie           | Rai Movie                |
| 58ª      | Lillo & Greg        | Lillo & Greg         | Lillo & Greg         | 14 giugno 2013    | Studio 5 degli studi Nomentano Dear, Roma       | Studio 5 degli studi Nomentano Dear, Roma  | Rai 1               | Rai 1               | Rai 1               | Rai 1                    |
| 59ª      | Paolo Ruffini       | Anna Foglietta       | Anna Foglietta       | 10 giugno 2014    | Studio 5 degli studi Nomentano Dear, Roma       | Studio 5 degli studi Nomentano Dear, Roma  | Rai Movie           | Rai Movie           | Rai 1               | Rai 1                    |
| 60ª      | Tullio Solenghi     | Tullio Solenghi      | Tullio Solenghi      | 12 giugno 2015    | Teatro Olimpico, Roma                           | Teatro Olimpico, Roma                      | Rai Movie           | Rai Movie           | Rai 1               | Rai 1                    |
| 61ª      | Alessandro Cattelan | Alessandro Cattelan  | Alessandro Cattelan  | 18 aprile 2016    | Studi de Paolis, Roma                           | Studi de Paolis, Roma                      | Sky Cinema          | Sky Uno             | TV8                 | Versione DTT di Sky TG24 |
| 62ª      | Alessandro Cattelan | Alessandro Cattelan  | Alessandro Cattelan  | 27 marzo 2017     | Studi de Paolis, Roma                           | Studi de Paolis, Roma                      | Sky Cinema          | Sky Uno             | TV8                 | Versione DTT di Sky TG24 |
| 63ª      | Carlo Conti         | Carlo Conti          | Carlo Conti          | 21 marzo 2018     | Studi de Paolis, Roma                           | Studi de Paolis, Roma                      | Rai 1               | Rai 1               | Rai Movie           | Rai Movie                |
| 64ª      | Carlo Conti         | Carlo Conti          | Carlo Conti          | 27 marzo 2019     | Studi de Paolis, Roma                           | Studi de Paolis, Roma                      | Rai 1               | Rai 1               | Rai Movie           | Rai Movie                |
| 65ª      | Carlo Conti         | Carlo Conti          | Carlo Conti          | 8 maggio 2020     | Studio 2 del CPTV Rai di Via Teulada, Roma      | Studio 2 del CPTV Rai di Via Teulada, Roma | Rai 1               | Rai 1               | Rai 1               | Rai 1                    |
| 66ª      | Carlo Conti         | Carlo Conti          | Carlo Conti          | 11 maggio 2021    | Studio 5 degli studi televisivi Fabrizio Frizzi | Teatro dell'Opera, Roma                    | Rai 1               | Rai 1               | Rai 1               | Rai 1                    |
| 67ª      | Carlo Conti         | Drusilla Foer        | Samira Lui           | 3 maggio 2022     | Studi di Cinecittà, Roma                        | Studi di Cinecittà, Roma                   | Rai 1               | Rai 1               | Rai 1               | Rai 1                    |
| 68ª      | Carlo Conti         | Matilde Gioli        | Matilde Gioli        | 10 maggio 2023    | Studi Lumina, Roma                              | Studi Lumina, Roma                         | Rai 1               | Rai 1               | Rai 1               | Rai 1                    |
| 69ª      | Carlo Conti         | Alessia Marcuzzi     | Fabrizio Biggio      | 3 maggio 2024     | Studio 5 di Cinecittà, Roma                     | Studio 5 di Cinecittà, Roma                | Rai 1               | Rai 1               | Rai 1               | Rai 1                    |
| 70ª      | Elena Sofia Ricci   | Mika                 | Mika                 | 7 maggio 2025     | Studio 5 di Cinecittà, Roma                     | Studio 5 di Cinecittà, Roma                | Rai 1               | Rai 1               | Rai 1               | Rai 1                    |